# Nicolae Negrilă
Nicolae Negrilă (* 23. Juli 1954 in Gighera, Kreis Dolj) ist ein ehemaliger rumänischer Fußballspieler und -trainer.

## Spielerkarriere
Negrilă kam 1969 zu Universitatea Craiova. Nach fünf Jahren in der Jugendmannschaft debütierte er 1974 in der ersten Mannschaft beim Meisterschaftsspiel gegen Petrolul Ploiești. Er blieb diesem Verein bis 1988 treu und gewann zweimal die rumänische Meisterschaft und viermal den rumänischen Pokal. In diese Zeit fiel auch die Einberufung ins rumänische Nationalteam zur Fußball-Europameisterschaft 1984 in Frankreich. Negrilă wurde einmal eingesetzt, Rumänien schied in der Gruppenphase aus. Er kam weitere 27 Mal für Rumänien zum Einsatz und erzielte ein Tor. Sein Debüt gab er 1980 gegen Jugoslawien.
Nach 14 Jahren in Craiova wechselte er 1988 zu Jiul Petroșani, wo er seine Karriere noch zwei Jahre ausklingen ließ.

## Trainerkarriere
Nach der Spielerkarriere war er für ein Jahr Trainer seines Stammklubs Universitatea Craiova von 1990 bis 1991. Danach trainierte er nur mehr zweit- bis drittklassige rumänische Klubs wie Constructorul Craiova, Extensiv Craiova, Gilortul Târgu Cărbunești, Electro Craiova und Senaco Novaci. Im Februar 2006 wurde er Assistent von Nicolae Ungureanu bei FC Caracal und löste ihn nach dessen Weggang am 17. April 2006 zum Erstligisten Pandurii Târgu Jiu bis zum Saisonende als Cheftrainer ab.

## Erfolge
- rumänischer Meister (2×): 1980, 1981
- rumänischer Pokal (4×): 1977, 1978, 1981, 1983